# Запорізька міська територіальна громада
Запорізька міська територіальна громада — територіальна громада в Україні, в Запорізькому районі Запорізької області. Адміністративний центр — місто Запоріжжя.
Площа громади — 278,01 км², населення — 738 728 осіб (2019).
Утворена 12 червня 2020 року із Запорізької міської ради обласного значення.

## Населені пункти
У складі громади 1 населений пункт — місто Запоріжжя.